# Konwencja w sprawie niewolnictwa
Konwencja w sprawie niewolnictwa – umowa międzynarodowa dotycząca przeciwdziałania niewolnictwu, podpisana 25 września 1926 w Genewie przez 35 państw, w tym Polskę. Polska ratyfikowała Konwencję 1 września 1930. Konwencja składa się z preambuły i 12 artykułów.
Artykuł 1 uznawał, że niewolnictwo jest stanem czy położeniem jednostki względem której stosowane postępowanie w całości lub w części wynikające z prawa własności, zaś handel niewolnikami obejmuje wszelkie pojmanie, nabycie lub odstąpienie danej osoby celem uczynienia z niej niewolnika; wszelkie nabycie niewolnika dla sprzedaży lub zamiany, jakikolwiek akt odstąpienia drogą sprzedaży lub zamiany niewolnika nabytego dla celów sprzedaży lub wymiany, jak i w ogóle wszelki rodzaj handlu lub przewozu niewolników.
Artykuł 2 zobowiązywał strony do zupełnego usunięcia niewolnictwa pod wszystkimi jego postaciami, w sposób najbardziej skuteczny i w najprędszym czasie. Artykuł 3 i 4 nakazywał współpracę między państwami. Artykuł 5 nakazywał ograniczyć pracę przymusową tylko do celów publicznych, a w innych wypadkach do czasu jej zniesienia mogła być ona wymagana tylko wyjątkowo, za odpowiednim wynagrodzeniem i pod warunkiem, że nie pociągnie za sobą zmiany zwykłego miejsca zamieszkania. Ograniczenia te sprecyzowały później Konwencje MOP nr 29 i 105.
Art. 6 nakazywał dostosować ustawy karne do ścigania naruszeń Konwencji (w Polsce Kodeks Makarewicza w art. 249 groził za to przestepstwo więzieniem od lat 5 do 15), art. 7 powiadamiać o wykonaniu inne Strony i Sekretarza Generalnego Ligi Narodów. Spory rozstrzygać miał Stały Trybunał Sprawiedliwości Międzynarodowej (art. 8). Art. 9 omawiał zastosowanie na terytoriach zależnych, art. 10 wystąpienie z Konwencji (skuteczne po upływie roku), art. 11 i 12 ratyfikacje, depozytariuszem był Sekretarz Generalny Ligi Narodów, językami autentycznymi angielski i francuski. Zarejestrowana w Sekretariacie Ligi Narodów 9 marca 1927 z nr 1414.
W 1953 podpisano Protokół aktualizujący Konwencję (Sekretarza Generalnego Ligi zastąpił Sekretarz Generalny Organizacji Narodów Zjednoczonych, zamiast STSM zaś Międzynarodowy Trybunał Sprawiedliwości).
W 1956 podpisano w Genewie uzupełniającą Konwencję zabraniającą także instytucji i praktyk zbliżonych do niewolnictwa: bezterminowe odpracowywanie długu, pańszczyzna, specyficzne rodzaje handlu kobietami (jak zmuszanie do małżeństwa) oraz praca dzieci.
W późniejszych latach podobne konwencje uchwalono w ramach MOP, ONZ i Rady Europy.